# Enrico Albanese
Enrico Albanese (Palermo, 11 marzo 1834 – Napoli, 5 maggio 1889) è stato un patriota e chirurgo italiano, direttore della clinica chirurgica dell'università della sua città natale, uno dei primi a credere nell'antisepsi in chirurgia.

## Biografia

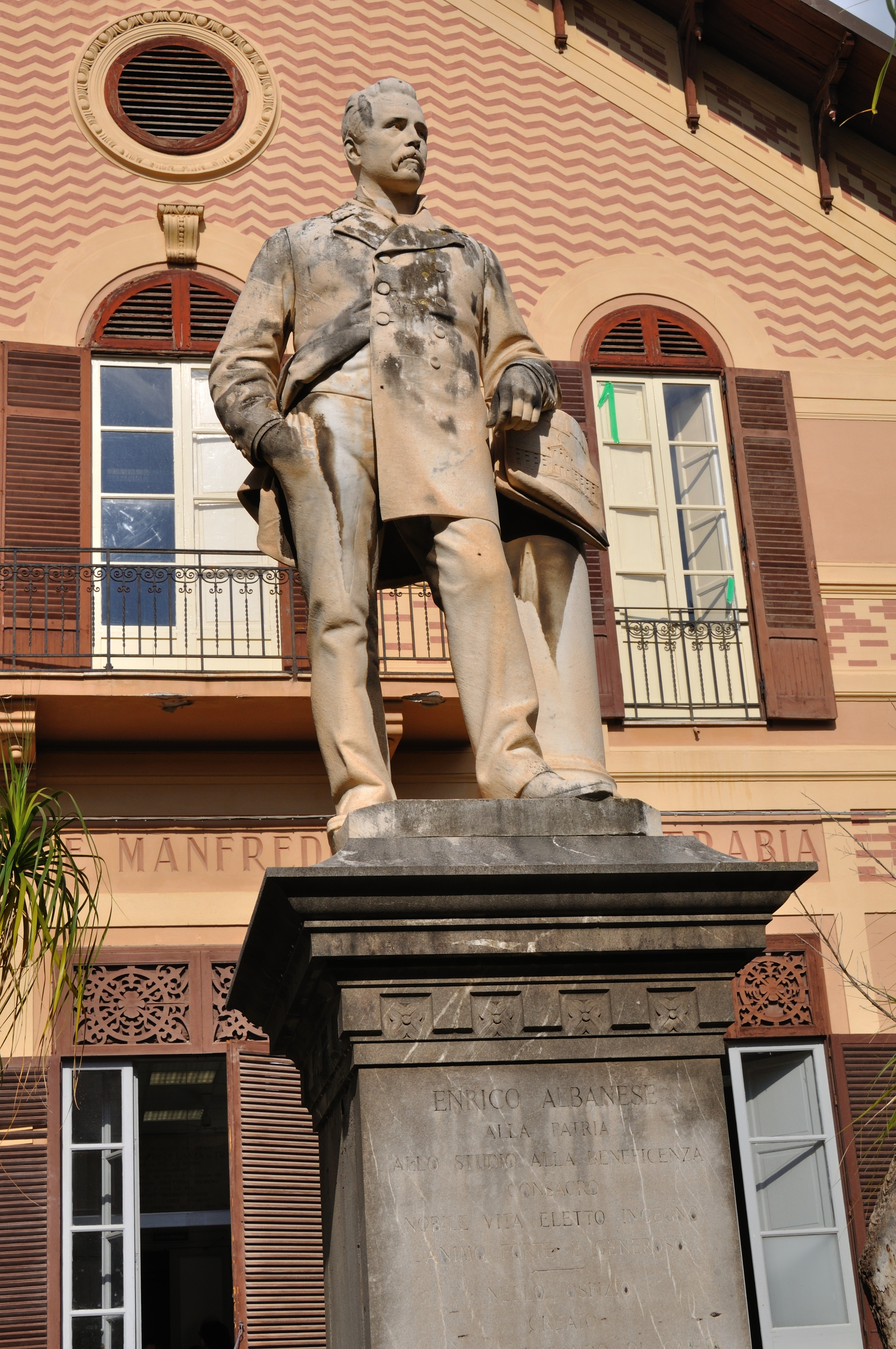
Statua di E. Albanese

Medico e patriota, partecipò alle campagne del 1860, 1862, 1866 e 1867.
Durante l'età giovanile visse a Palermo nel Palazzo Sambuca -una costruzione tardo-barocca (detto Torre Maniace) realizzata nel 1778 da famiglie nobili palermitane e passato in mano ai borghesi Albanese a seguito dei dissesti finanziari subiti dalla nobiltà nel corso del Secolo XIX- insieme alla madre Donna Francesca, che tanto contribuì alla formazione culturale e ideologica del figlio e al fratello Achille. Il padre, l'Avv. Giovanni, morì quando i due fratelli Enrico ed Achille erano ancora giovani. Coltivò, insieme al fratello Achille, un profondo desiderio unitario. Entrambi appartenevano all'élite siciliana dell'epoca e combatterono per liberare l’isola dalla schiavitù borbonica e divennero cospiratori accaniti.
Si laureò nel 1855 nella Regia Università di Palermo in "Chirurgia". Si recò quindi a Firenze dove prese contatti con illustri maestri dell'epoca e proprio in Toscana si avvicinò ad alcuni siciliani, come Lanza di Trabia, che lì si erano recati, con i quali maturò una coscienza politica volta alla realizzazione dell'Unità d'Italia. Rientrò dopo qualche tempo a Palermo e nella propria residenza, Palazzo Sambuca, organizzò delle riunioni insieme ad altri cospiratori, con i quali ufficialmente discuteva di anatomia chirurgica. Tali riunioni si svolgevano solitamente nel sottotetto del palazzo familiare dell'Albanese che si trovava ad angolo tra via Alloro e via della Vetriera.
Fu, a partire dal 1860, il medico di Giuseppe Garibaldi, del quale curò, insieme ai medici Basile e Ripari, le ferite riportate in Aspromonte il 29 agosto 1862 e nella battaglia di Monte Suello (3 luglio 1866 durante la terza guerra d'indipendenza).
Riguardo alla ferita in Aspromonte, Albanese, insieme ai colleghi Ripari e Basile firmò la petizione affinché fosse ritirato il provvedimento che intimava al Garibaldi di rimanere sul "Duca di Genova" a seguito dello stato di arresto. Se il Generale fosse rimasto ancora una notte sulla nave, infatti, ne sarebbero conseguite gravi conseguenze per la sua salute. Fu così che i tre medici si determinarono a firmare la richiesta volta a trasferire Garibaldi in altra sede più consona alla cura della ferita.
In particolare, Albanese in quel tempo era ancora un medico giovane. Su raccomandazione del Prof. Gorgone, ritenuto allora il più illustre chirurgo siciliano, fu invitato sin dal 1860 a far parte dell'esercito di Garibaldi proprio Enrico Albanese di Palermo, nei confronti del quale Gorgone nutriva profonda stima.
Tra Garibaldi e Enrico Albanese si instaurò un profondo e duraturo rapporto che proseguì fino alla morte di Garibaldi. Albanese era in possesso di documenti, fotografie e carteggi che trasmise agli eredi. Fino alla fine della vita del Generale, Albanese era solito fargli visita a Caprera insieme alla sua famiglia.
Sposò la nobildonna milanese Emilia Venini Ginami che gli era stata presentata da Enrico Cairoli.
Fronteggiò a Palermo, noncurante di sé, le epidemie coleriche del 1867 e 1885.
Nel 1861 si laureò anche in medicina per poi percorrere le tappe della carriera universitaria fino alla presidenza della Facoltà di Medicina del Regio Ateneo palermitano, del quale diresse la clinica chirurgica. Fu il primo in Sicilia a lottare contro la tubercolosi e fondò l’Ospizio Marino, che oggi porta il suo nome. Fu rimpianto, dopo la morte, dagli umili da lui beneficati e dagli eminenti uomini del suo tempo, fra i quali il Carducci che in una missiva alla sorella di Francesco Crispi scrisse le seguenti parole: "Amo e ammiro la Sicilia di cui Enrico Albanese è il più caro e nobile figlio che io conosca».
Come anticipato, fondò nel 1873 l'"Ospizio Marino" che ha ancora oggi funzioni di ospedale. Alcuni dei padiglioni storici (Ignazio e Manfredi Lanza di Trabia, Giulia Florio principessa di Trabia e Generale Giacomo Medici) mantengono ancora il loro aspetto originale, anche se, purtroppo, le lapidi marmoree che lo decorano sono in stato di estremo degrado e praticamente illeggibili. Nel giardino dell'Ospizio Marino vi è una statua di Enrico Albanese, con lapide anche in questo caso poco leggibile.
Fece da intermediario fra lo stesso Garibaldi ed il Re Vittorio Emanuele II verso i quali nutrì sempre sentimenti di profonda deferenza. Su incarico di Garibaldi consegnò al Re Vittorio Emanuele una serie di lettere, premurandosi, poi, di riferire al Generale il risultato dei colloqui. Ciò soprattutto dopo la disfatta di Mentana, negli anni immediatamente precedenti la conquista dello Stato Pontificio da parte del Regno, a proposito della questione di Roma capitale. Nello svolgere tale compito, ebbe quindi modo di conoscere personalmente il Sovrano, che andava spesso a trovare a Firenze. Si dice che dopo la morte di V.E. ogni volta che Albanese passò da Roma si recò al Panteon a visitare il monumento al Sovrano che aveva realizzato il sogno unitario che aveva condiviso col fratello Achille e con milioni di italiani.
Prima del 1870 il Re, durante i colloqui con Albanese, era solito chiedere se Garibaldi fosse in qualche modo intenzionato a sposare la causa repubblicana e a proclamare una “repubblica romana”. V.E. era preoccupato, infatti, per i rapporti che Garibaldi intratteneva con Giuseppe Mazzini. Albanese, tuttavia, che era un uomo profondamente coerente con i propri ideali, con estrema onestà intellettuale rispose al Re per Garibaldi «Mazzini e repubblica vengono dopo dell’Italia. L’Italia è in cima dei pensieri suoi; che non ebbe mai intenzioni di fare questioni di partito della questione nazionale; la sua vita ne è una splendida e luminosa prova». Garibaldi, infatti, come ebbe a precisare Albanese al Sovrano, non serviva la Monarchia o i Savoia ma la propria patria, l'Italia, e che in questa direzione avrebbe continuato a muoversi. Tra il Re ed Albanese nacque una buona confidenza. Il Re si fidava del medico siciliano e tanto che nel 1866 durante una visita di Albanese al Re a Firenze, questi, mostrando chiaramente quale fosse il suo pensiero sulla questione, arrivò a confidarsi col medico e gli disse: “Se sapeste, caro Albanese, quanto mi pesa questa livrea di Re".
Albanese fu oltre che ottimo medico anche valoroso combattente fino a Bezecca, e meritò alte lodi ed attenzioni ufficiali. Fu insignito della Croce Militare di Savoia. Prese parte a tutte le guerre d’indipendenza. Alla fine del 1866 rientrò a Palermo dove nel 1867 fronteggiò una insidiosa epidemia di colera. Tornò con Garibaldi nel 1867 nella campagna per la conquista di Roma capitale che si concluse con la nota disfatta.
Nel 1870 non ebbe la possibilità di accompagnarsi al Generale in quanto si era recato in Germania per documentarsi sul sistema sanitario di quel Paese che riteneva molto efficiente, specie in campo igienico. Durante quel viaggio in cui aveva lavorato per incoraggiare una serie di riforme sanitarie in Italia, si era documentato su nuovi ed efficienti sistemi di medicazione sul campo. Curò a Darmstadt i feriti francesi, non come italiano ma per la grande considerazione come professionista di cui godeva. Altri medici italiani, infatti, erano stati rifiutati.
Quando Garibaldi morì, nel 1882, Albanese accorse immediatamente ma giunse a Caprera quando Garibaldi era già morto. Il Generale ne aveva chiesto la presenza quando aveva capito che la fine era ormai imminente ma i mezzi di trasporto erano lenti e Albanese non potette far altro che ricomporre la salma e rivestirla con la camicia rossa. Si occupò di imbalsamare il Generale e attese alla sua tumulazione. Dopo aver trascorso a Caprera un periodo di tempo dedicato all'elaborazione del dolore per la scomparsa dell'eroe, rientrò a Palermo dove si dedicò ancora per gli anni che gli rimanevano da vivere, all'attività di medico. Non si può comunque trascurare che Albanese era pervaso da un profondo senso per la vita civile e politica. Egli svolse la professione medica proprio in quella direzione. Tornò ad operare all'Ospedale di Palermo e nella sua città e nella sua accademia/laboratorio fondò la "Gazzetta Clinica dello Spedale Civico di Palermo Organo delle Cliniche Universitarie". In quest'attività editoriale scientifica chiamò a scrivere i più illustri professori della Facoltà di Medicina dell'Ateneo Palermitano, che furono così inseriti nel dibattito scientifico italiano. Si occupò di divulgare le teorie di Lister, e fu tra i primi chirurghi, non solo in Sicilia, ma nell'intero Regno d'Italia, a utilizzare sale operatorie antisettiche per l'esercizio dell'attività.
Nell'esercizio della sua professione medica, si occupò anche di sperimentare la cura del cancro attraverso iniezioni (secondo il metodo di Thiersch), specie per il cancro epiteliale alla faccia, rispetto al quale riferì di quattro casi di guarigione. Effettuò sperimentazioni anche per il cancro fibroso della mammella, rispetto al quale ebbe solo un caso di guarigione sui quattro trattati.
Fu professore di Clinica Chirurgica all'Università di Palermo e Preside della Facoltà di Medicina negli a.a. 1881/82 e 1882/83 e infine nell'a.a. 1888/89, anno della sua morte.
Dal punto di vista politico, Albanese era considerato un democratico. In Sicilia, dopo la scissione del Partito di Azione, si collocò tra i moderati di F. Perroni Paladini.
Morì a 55 anni a causa delle conseguenze del morbo di Addison. Fu sepolto, e riposa tutt'oggi, nella cappella Albanese del cimitero di santa Maria di Gesù a Palermo, realizzata dall'architetto Francesco Paolo Palazzotto, fratello di Domenico Palazzotto, suo collega medico, e di Pietro Palazzotto, eroe garibaldino del 1860. Nella sua città natale gli è stata intitolata una via ed un giardino porta il suo nome in piazza Marina (dove è stato posto un busto che lo ritrae). Sempre nel capoluogo siciliano un ente ospedaliero porta il suo nome.
La sua morte non passò inosservata. Tra gli illustri che lo ricordarono Francesco Crispi al quale si debbono queste parole a proposito della riforma sanitaria che abolì la permanenza forzata dei sifilicomi presso i quali le prostitute erano costrette a rimanere anche se non più malate: «Col consiglio e coll’opera di quel valoroso che abbelliva la scienza con la pietà, e pel quale l’amor patrio non era che il fondamento dell'amore umano - parlo, o amici, di quell’Enrico Albanese […] che tutti avete pianto con me - col consiglio e coll’opera sua, e di altri insigni scienziati e moralisti, abbiamo poi abolito la schiavitù in quella sua forma più abbietta e compassionevole».
Sulla pietra tombale dell'Albanese a Palermo sono scritte queste parole: "l’aspra pietra protegge e perpetua, nell’aldilà, il suo sogno garibaldino".
Molti anni più tardi, quando morì il 7 dicembre 1921 il fratello Achille Albanese, lo storico e giornalista Giuseppe Pipitone Federico, sulle pagine del giornale "L'Ora" nel ricordare la figura dell'Ing. Achille, spese alcune parole di elogio anche nei confronti di Enrico, "... il cuor di leone, che, nelle cospirazioni, nella èpica gesta garibaldina, nella fondazione di un monumento di gentilezza e di pietà come l'Ospizio Marino, e nella fierezza d'animo sostenne, imperversando la moria del 1885, la bieca e perfida lotta cui doveva soccombere, dimostrò tempra di eroe".

## Opere
- E. Albanese, Sulla resezione dell'articolazione tibio-tarsica, Tipografia Lao, Palermo, 1868;
- E. Albanese, Notizie di chirurgia pratica, precedute da alcuni cenni storici e statistici sullo Spedale civile di Palermo, raccolte negli anni 1867-68 nello stesso spedale e nella Clinica chirurgica, Officine Tipografiche di B. Lima, Palermo, 1869;
- E. Albanese, Sette casi di trasfusione di sangue, Tipografia di B. Lima, Palermo 1869;
- E. Albanese, Lettura di clinica chirurgica, in Annali Universali di Medicina, 1869, 4, 71;
- E. Albanese, Resoconto di Clinica chirurgica nella Regia Università di Palermo per l'anno scolastico 1868-69, Stabilimento Operai Tipografi, Palermo, 1869;
- E. Albanese, Nuovo processo operatorio per la resezione scapolo-omerale seguito da un'osservazione clinica, Gazzetta Clinica dello Spedale Civico di Palermo 11/12, Tipografia G. Priulla, Palermo, 1871;
- E. Albanese, Clinica chirurgica della Regia Università di Palermo. Relazione clinica per l'anno scolastico 1870-1, Parte Lesioni violente, G. Priulla, Palermo, 1871;
- E. Albanese, Contributo alla storia clinica della resezione sottoperiostea e sottocapsulare dell'articolazione tibio-tarsica, in Annali Universali di Medicina 1, 220, 1872, pp. 404–412;
- E. Albanese, Inversione cronica dell'utero complicata a grave anemia. Trasfusione di sangue e riduzione completa dell’utero con pessarii ad aria, Annali Universali di Medicina 1, 220, 1872, 437;
- E. Albanese, Annotazioni medicochirurgiche sulla cura della paralisi infantile, e sulla cura ortopedica di talune deformità scheletriche, Palermo, 1881;
- E. Albanese, Progetto di un regolamento d'igiene per la città di Palermo, Stabilimento Tipografico Virzì, Palermo 1885;
- E. Albanese, Proposta pel nuovo ufficio d'igiene, Stabilimento Tipografico Virzì, Palermo, 1886;
- E. Albanese, Cholera e doveri del Governo e del paese nelle epidemie, F. Vallardi, Bologna, 1886;
- E. Albanese, La ferita di Garibaldi ad Aspromonte. Diario inedito della cura. Lettere, Relazioni Militari e Mediche, Documenti, preceduti da notizie biografico-storiche di G. Pipitone Federico, Ed. Sandron, Milano 1907, p. 7;